# NGC 973
NGC 973 (другие обозначения — UGC 2048, IRAS02313+3217, MCG 5-7-13, FGC 314, ZWG 505.14, KUG 0231+322, PGC 9795) — спиральная галактика (Sb) в созвездии Треугольник. Открыта Льюисом Свифтом в 1885 году. Описание Дрейера: «очень тусклый, маленький, сильно вытянутый объект, к юго-западу поблизости видна довольно яркая звезда».
Этот объект входит в число перечисленных в оригинальной редакции «Нового общего каталога».
Объект испускает достаточно сильное рентгеновское и гамма-излучение, источником которого, вероятно, является сверхмассивная чёрная дыра внутри галактики.
Галактика имеет активное ядро и принадлежит к сейфертовским галактикам типа II.
Расположение галактики с ребра делает NGC 973 интересной для изучения пылевого диска. У данного объекта обнаружено значительное содержание пыли вне плоскости галактического диска.
Галактика входит в крупную группу галактик HDC 152 и LDC 176.
Галактика NGC 973 входит в состав группы галактик NGC 973. Помимо NGC 973 в группу также входят ещё 21 галактика.